# Montaña Dos Hermanas
Las Dos Hermanas son dos picos situados en el parque natural de Peñalara, en la parte central de la sierra de Guadarrama (sistema Central, España). Sus cimas están en el límite entre la Comunidad de Madrid y la provincia de Segovia. La Hermana Mayor es el pico más alto de los dos, y tiene una altura de 2285 metros. A 670 metros al sur de este pico está la Hermana Menor, con una altura de 2271 metros. 

## Descripción
Su ascenso no tiene grandes complicaciones. La ruta comienza en el puerto de Cotos (1830 m) y ascendiendo en dirección norte se llega a las dos cimas.
El contorno de Peñalara es redondeado, sin grandes sobresalientes. Las laderas de esta montaña están cubiertas de diferente vegetación, según la altura. A partir de los 2000 metros de altitud existe una vegetación arbustiva compuesta de piornos y praderas alpinas. Por debajo de los 2000 metros, la vegetación más predominante es el bosque de pino silvestre. La fauna de la zona se compone de pequeños mamíferos, anfibios, águilas, buitres y gran variedad de insectos.

## Galería
|                                                                      |
| Vertiente este de la Hermana Mayor vista desde el circo de Peñalara. |

| |
| Vista de los picos de Dos hermanas (Hermana Menor a la izquierda y Hermana Mayor a la derecha) desde el sendero que conduce al Refugio Zabala. |

|                                                                                      |
| Vista del pico de la Hermana Mayor desde el Refugio Zabala en el macizo de Peñalara. |